# 安德鲁·勒瓦尼
安德鲁·约瑟夫·勒瓦尼（英語：Andrew Joseph Levane，1920年4月11日—2012年4月30日），美国NBA联盟前职业篮球运动员。2012年死于心脏衰竭。